# Augustine Rubit
Augustine Cuero Rubit (Houston, 14 agosto 1989) è un cestista statunitense.

## Statistiche

### College
| Anno      | Squadra            | PG  | PT  | MP   | TC%  | 3P%  | TL%  | RP   | AP  | PRP | SP  | PP   |
| --------- | ------------------ | --- | --- | ---- | ---- | ---- | ---- | ---- | --- | --- | --- | ---- |
| 2010-2011 | S. Alabama Jaguars | 28  | 25  | 30,4 | 55,9 | -    | 67,6 | 11,0 | 0,9 | 0,6 | 1,1 | 13,1 |
| 2011-2012 | S. Alabama Jaguars | 29  | 29  | 32,3 | 50,6 | 0,0  | 71,3 | 9,2  | 0,8 | 0,4 | 0,9 | 15,2 |
| 2012-2013 | S. Alabama Jaguars | 30  | 29  | 33,2 | 48,0 | 0,0  | 79,5 | 10,5 | 1,1 | 0,7 | 1,2 | 19,4 |
| 2013-2014 | S. Alabama Jaguars | 31  | 30  | 31,4 | 46,3 | 32,8 | 66,7 | 9,4  | 1,4 | 0,7 | 1,5 | 17,0 |
| Carriera  | Carriera           | 118 | 113 | 31,8 | 49,5 | 28,0 | 72,1 | 10,0 | 1,1 | 0,6 | 1,2 | 16,2 |

### Eurolega
| Anno      | Squadra         | PG  | PT | MP   | TC%  | 3P%  | TL%  | RP  | AP  | PRP | SP  | PP   |
| --------- | --------------- | --- | -- | ---- | ---- | ---- | ---- | --- | --- | --- | --- | ---- |
| 2017-2018 | Bamberger       | 30  | 17 | 21,7 | 52,7 | 36,8 | 79,4 | 4,7 | 0,9 | 0,7 | 0,3 | 10,1 |
| 2019-2020 | Olympiakos      | 26  | 4  | 15,3 | 59,6 | 50,0 | 82,2 | 3,0 | 0,6 | 0,4 | 0,4 | 6,0  |
| 2020-2021 | Žalgiris Kaunas | 31  | 1  | 19,1 | 50,5 | 26,7 | 82,9 | 4,2 | 0,7 | 0,6 | 0,3 | 8,1  |
| 2021-2022 | Bayern Monaco   | 36  | 34 | 25,4 | 48,4 | 35,6 | 86,7 | 4,9 | 1,4 | 0,6 | 0,3 | 10,5 |
| 2022-2023 | Bayern Monaco   | 20  | 15 | 23,2 | 51,5 | 30,0 | 80,9 | 4,0 | 1,4 | 0,8 | 0,2 | 10,9 |
| Carriera  | Carriera        | 143 | 71 | 21,1 | 51,5 | 35,7 | 82,5 | 4,2 | 1,0 | 0,6 | 0,3 | 9,2  |

## Palmarès
- Campionato lituano: 1

Žalgiris Kaunas: 2020-2021
- Coppa di Germania: 2

Brose Bamberg: 2018-2019
Bayern Monaco: 2022-2023
- Coppa di Lituania: 1

Žalgiris Kaunas: 2020-2021